# NGC 573
NGC 573 је спирална галаксија у сазвежђу Андромеда која се налази на NGC листи објеката дубоког неба.
Деклинација објекта је + 41° 15' 26" а ректасцензија 1h 30m 49,3s. Привидна величина (магнитуда) објекта NGC 573 износи 12,8 а фотографска магнитуда 13,7. NGC 573 је још познат и под ознакама UGC 1078, CGCG 537-10, IRAS 01278+4100, PGC 5638.